# Les Périls de Pauline
Pour les articles homonymes, voir The Perils of Pauline.

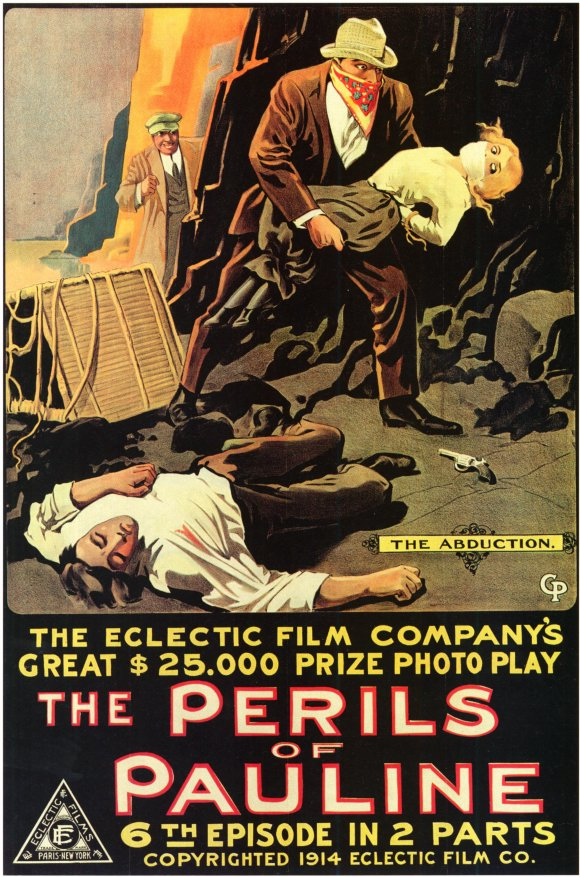
Affiche de la seconde partie du 6e épisode (ou 7e épisode), The abduction : à peine secourue par Harry, après son périple à bord d'un ballon jusqu'au pied des Palisades du New Jersey, Pauline est enlevée par les hommes de main d'Owen et Hicks.

Les Périls de Pauline (The Perils of Pauline) est un film à épisodes franco-américain coréalisé par le français Louis J. Gasnier et l'américain Donald MacKenzie, sorti aux États-Unis en 1914 en vingt épisodes, avec Pearl White en vedette, puis condensé en neuf épisodes pour le public européen. Cette seconde édition, sortie en France en 1916 sous le titre Les exploits d'Elaine, subsiste encore aujourd'hui avec des intertitres en anglais, tandis que les vingt épisodes originaux sont perdus à ce jour.

## Synopsis
Pauline (Pearl White), jeune et riche héritière, repousse son mariage avec Harry (Crane Wilbur), souhaitant d'abord connaître une « vie d'aventures ». Ne pouvant hériter qu'à la seule condition de se marier, sa fortune est administrée jusqu'à nouvel ordre par Owen (Paul Panzer), secrétaire du défunt Sanford Marvin. Se voyant placé définitivement à la tête de cet empire financier, s'il arrivait malheur à Pauline, le machiavélique Owen décide de supprimer celle-ci par tous les moyens, avec la complicité récurrente d'un dénommé Hicks. Les différents épisodes de cette histoire - qui s'ouvre sur la mort de Marvin - vont en effet fournir les inépuisables déclinaisons du plan conçu par Owen afin que Pauline périsse : par incendie, noyade, accident automobile ou aérien, explosion, asphyxie, etc. Malheureusement, le plan finit toujours par échouer à cause, la plupart du temps, de l'intervention héroïque de Harry, le soupçonneux fiancé de Pauline. Chaque épisode met donc en scène une nouvelle mésaventure de Pauline, toujours menacée d'une mort tragique, mais sauvée in extremis, pour le plus grand dépit d'Owen et de ses nombreux complices. Bien qu'il soit l'initiateur de chacune de ces situations périlleuses, Owen conserve toujours la confiance de sa jeune protégée. Il finit cependant par se noyer au dernier épisode, tandis que Pauline, rassasiée en « aventures », accorde enfin sa main à Harry.

## Les vingt épisodes originaux

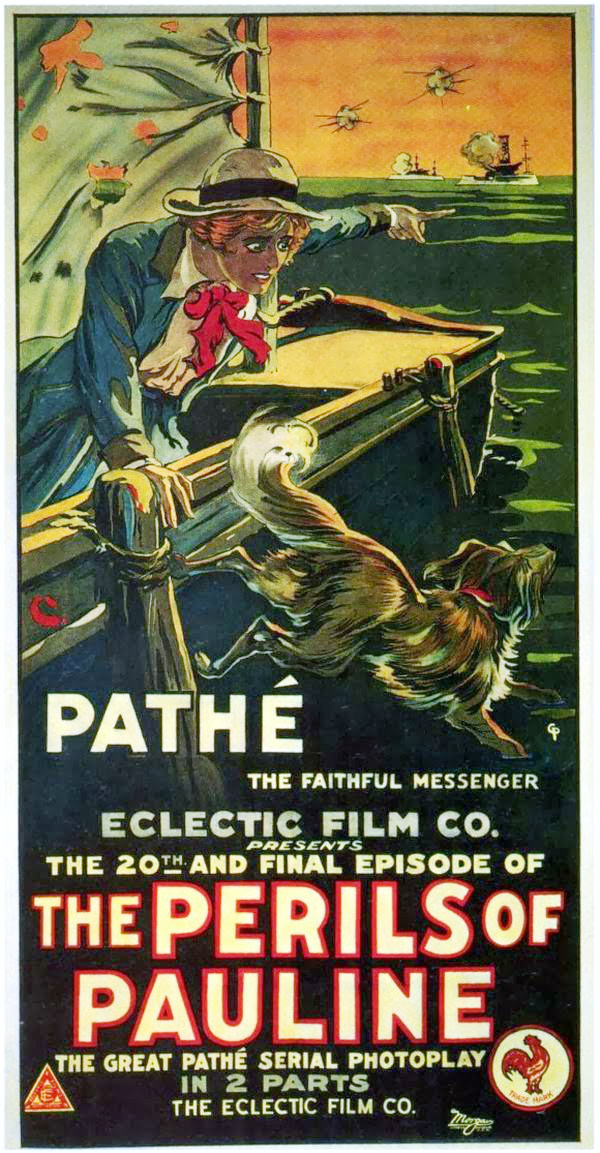
Affiche du 20e et dernier épisode de la série, The faithful messenger : Pauline envoie son fidèle chien Rusty chercher des secours.

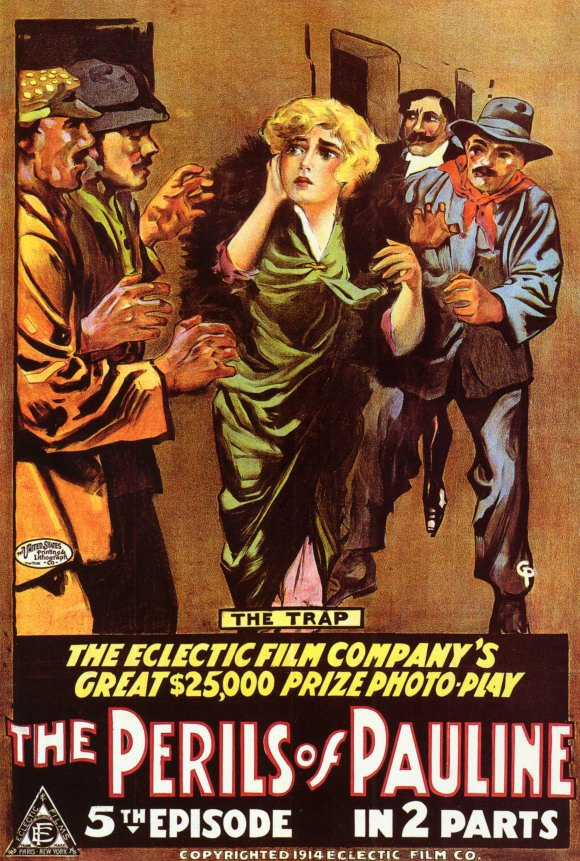
Affiche du 5e épisode de la série, The trap, épisode perdu.

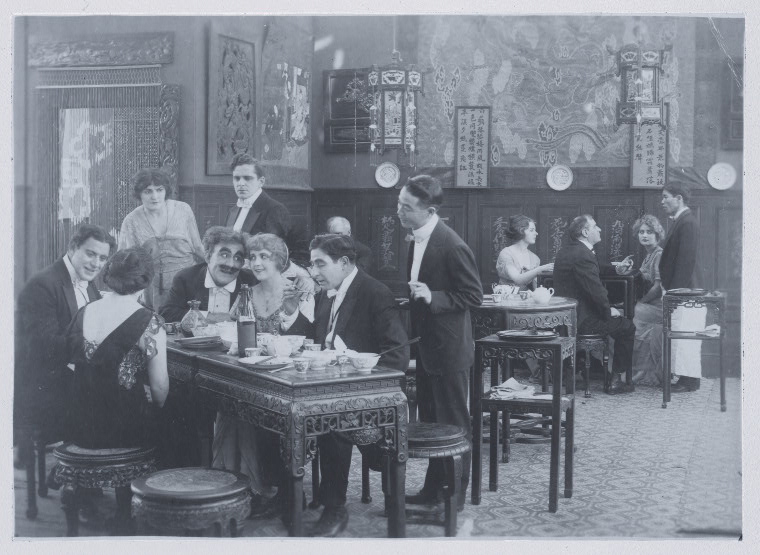
Scène du 5e épisode, The trap : à Chinatown, Pauline converse avec Baskinelli et Owen, sous le regard suspicieux de Harry. Cliché conservé à la New York Public Library.

1. [Mummy case, ou Will]. Sanford Marvin meurt, partageant sa fortune entre son fils Harry et sa fille adoptive Pauline. Cette dernière décide de reporter son mariage. Son tuteur Owen complote pour s'emparer de son héritage et se concerte avec le dénommé Hicks.
2. [Airfield]. Owen tente de faire périr Pauline dans un accident d'avion.
3. [Old sailor's story]. Owen manipule Pauline pour la persuader de l'existence d'un trésor sur une île.
4. The cook, suite du précédent. A la recherche du trésor imaginaire, Pauline et Harry sont abandonnés par Owen à bord d'un navire piégé par une bombe à retardement.
5. The trap. Owen, Pauline et Harry visitent Chinatown, où un certain Baskinelli s'éprend de Pauline. Épisode perdu.
6. [Balloon ou Cliff]. Owen tente de faire périr Pauline à bord d'un ballon sans pilote. Celui-ci la conduit sur le flanc d'une falaise à pic, où Harry vient la secourir. Épisode tourné sur le site des Palisades du New Jersey.
7. The abduction, suite du précédent. Sitôt sauvée par Harry, celui-ci est assommé par les complices d'Owen. Pauline est enlevée pour être abandonnée ligotée dans une maison en feu, dont Harry parvient à l'extraire in extremis.
8. [Indians]. Pauline est enlevée et abandonnée au fond d'une cache. Découverte par des Indiens, ceux-ci la prennent pour une déesse, mais veulent s'en assurer en faisant dévaler derrière elle un énorme bloc de pierre.
9. [A just retribution]. Épisode perdu.
10. [Smugglers]. Épisode perdu.
11. [Sophie Macallen's wedding]. Épisode perdu.
12. [Captured by Gypsies]. A l'instigation d'Owen, Pauline est enlevée par des Bohémiens qui la conduisent jusque dans la tente de leur chef Balthazar. Mais la femme de Balthazar, jalouse du charme de Pauline, alerte Harry et le mène jusqu'au campement des Bohémiens. Après avoir affronté Balthazar en combat singulier, et l'avoir assommé à coup de bouteilles de vin, Harry reconduit Pauline chez elle, saine et sauve.
13. [Serpent in the garden], suite du précédent. Voyant son mari mal en point, la femme de Balthazar décide de le venger et livre à la demeure de Pauline un panier de fleurs dissimulant un serpent. Le domestique apporte le panier au salon où Pauline et Harry se remettent de leurs émotions. Mais Harry s'aperçoit de la présence du serpent, et l'assomme sur le plancher. Alerté par l'agitation, Owen peut venir constater avec dépit que Pauline vient d'échapper à un nouveau danger mortel.
14. The deathtrap. Pauline et Harry sont enlevés par Balthazar et les Bohémiens, à l'instigation d'Owen, pour être noyés dans la cave d'un moulin abandonné.
15. [Duel ou Auto race]. Owen profite d'une course automobile, à laquelle prennent part Pauline et Harry, pour tenter de les faire périr dans un accident. Un complice est chargé de disperser des crochets métalliques sur leur passage. Mais les observateurs de la course, surprennant son manège, le poursuivent jusqu'au sommet d'un talus ferroviaire, où il périt au passage d'un train. Un second complice, participant de la course, chargé de prendre en chasse les deux fiancés pour les acculer vers le piège tendu, tombe lui-même dans le piège et après quelques tonneaux vient percuter une butte. Pauline et Harry sortent indemnes de cette nouvelle aventure.
16. [The germ]. Épisode perdu.
17. [Dog and counterfeiters]. Épisode perdu.
18. Through the torpedo tube. Pauline est mêlée à une affaire d'espionnage. Le lieutenant Summers, commandant de sous-marin dans l'US Navy, doit remettre les plans d'un nouveau submersible. Mais sa fiancée, Miss de Yagow, est une espionne au service d'une puissance ennemie. De mèche avec Owen, celle-ci s'empare des plans secrets, et envoie un complice pour couler le sous-marin du lieutenant Summers alors que Pauline est à bord. Cette dernière parvient cependant à s'extirper du sous-marin et à remettre la main sur les plans volés.
19. [Fake publisher]. Épisode perdu.
20. The Faithful messenger. Harry invite Pauline et Owen à bord du yacht qu'il vient d'acquérir. Après s'être fait expliquer le fonctionnement du canot à moteur, Pauline - qui n'a pas encore renoncé à vivre de nouvelles "aventures" - décide de faire une excursion seule, emmenant avec elle son chien Rusty. Mais Owen - méditant obsessionnellement la mort de Pauline - a eu le temps de saboter auparavant l'embarcation. Une heure plus tard, voyant que le canot prend l'eau, Pauline aperçoit un cuirassé, et a juste le temps d'y accoster. Il n'y a cependant pas âme qui vive à bord du navire, car celui-ci doit servir de cible pour un entraînement de la Marine. En effet, à distance, un second cuirassé engage peu après les tirs. Pauline envoie alors le fidèle Rusty alerter les marins de sa présence. Ceux-ci viennent aussitôt la secourir et la ramènent saine et sauve à bord du yacht de Harry. Entre-temps, le matelot engagé par Harry accuse Owen d'avoir saboté le canot de Pauline, et le précipite dans les flots. Quant à Pauline, lasse de ses aventures, elle consent enfin à épouser Harry.

## Les neuf épisodes de la seconde version
La version française, Les Exploits d'Elaine, sortie en août et septembre 1916 à Paris, à l'Artistique-Cinéma, au rythme d'un épisode par semaine, regroupe dans une version condensée en neuf numéros la version américaine d'origine,,.
1. Par le vertige et par le feu (Trial by fire) : réunit les épisodes originaux 1, 6 et 7.
2. La déesse du Far West (The goddess of the Far West) : épisode original 8.
3. Le trésor du pirate (The pirate treasure) : réunit les épisodes originaux 3 et 4.
4. Le virage mortel (The deadly turning) : réunirait les épisodes originaux 15 et 17 (ce dernier, perdu).
5. Le fil aérien (A watery doom) : épisode original 14.
6. L'aile brisée (The shattered plane) : épisode original 2.
7. La plongée tragique (The tragic plunge) : épisode original 18.
8. Le reptile sous les fleurs (The serpent In the flowers) : réunit trois épisodes, dont les épisodes originaux 12 et 13.
9. Le cercueil flottant (The floating coffin) : épisode original 20.

## Fiche technique
- Titre original : The Perils of Pauline
- Titre de la version française : Les Exploits d'Elaine.
- Coréalisation : Louis J. Gasnier et Donald MacKenzie.
- Scénario : Charles W. Goddard (en) et George B. Seitz.
- Production : Eclectic Film Company, filiale américaine de Pathé Frères.
- Photographie : Arthur C. Miller.
- Lieu de tournage : Pathé Studios - 1 Congress Street, Jersey City, New Jersey.
- Pays de production :  États-Unis ;  France.
- Genre : Aventures ; Drame ; Cliffhanger
- Durée de la série originale : 20 épisodes (30 minutes pour le premier épisode, 20 minutes pour les suivants ; durée totale : 410 minutes).
- Durée de la série condensée : 9 épisodes (30 minutes pour le premier, 20 minutes pour les suivants ; durée totale : 190 minutes).
- Dates de sortie :
  - États-Unis : 31 mars 1914 (1er épisode).
  - France : 4 août 1916 (1er épisode)[6].

## Production
La série est produite par l'Eclectic Film Company, filiale américaine de Pathé, distribuant des films européens aux États-Unis depuis 1913, avec le concours du magnat de la presse William Randolph Hearst : la sortie successive des épisodes - deux par semaine - est coordonnée avec la parution de numéros quotidiens dans les journaux de la Hearst Corporation. Les mésaventures de Pauline rencontrent un tel succès qu'elles donneront lieu à la parution de 147 numéros contre 25 à 30 en temps habituel pour les autres films à épisodes,,. Pour Pathé, cette production offre la possibilité d'une implantation de sa filiale Eclectic sur le marché américain.
La première représentation se déroule le 23 mars 1914 à New York, au Loew's Broadway Theatre, en présence des principaux protagonistes, dont William Randolph Hearst, une semaine avant la sortie officielle.
La série s'inscrit dans le goût naissant pour les aventures selon la norme du cliffhanger - terme forgé a posteriori en 1937 - où le paroxysme de l'intrigue doit intervenir au sommet d'une falaise, à laquelle est suspendue l'infortunée héroïne. Le film à épisodes The adventures of Kathlyn, en treize épisodes, sorti aux États-Unis en décembre 1913, et aujourd'hui perdu, en fournit l'un des premiers modèles dont George B. Seitz, coscénariste des malheurs de Pauline, a pu s'inspirer. Les pittoresques Palisades du New Jersey servent de théâtre à l'une des plus spectaculaires et emblématiques aventures de Pauline, au sixième épisode (ou premier épisode de la version française). Pearl White accomplit d'ailleurs elle-même une bonne partie de ses cascades, n'ayant qu'une doublure occasionnelle, et subit un certain nombre d'accidents sur le tournage dont elle ne sortira pas indemne.
L'essentiel du tournage se déroule dans les studios fondés par Pathé aux États-Unis en 1910 dans le New Jersey, à Jersey City.
Dans la version française, deux personnages changent de nom. Outre Pauline devenue Elaine - faisant le lien avec Les mystères de New York - Owen prend le nom germanique de Koerner, par allusion à l'Allemagne ennemie.
A l'issue de sa présentation au public français deux ans plus tard, la série suscite également une production littéraire conforme au goût populaire du temps : Marc Mario est chargé de son adaptation en « roman-cinéma », annoncée chez Mignot, dans la Collection des romans-cinémas. Le même auteur venait tout juste de produire une adaptation similaire des Mystères de New York. L'un des scénaristes, Charles William Goddard, avait fait paraître à Londres, l'année précédente, le récit complet des aventures de Pauline.
L'épisode "pilote" a une durée de 30 minutes (correspondant à trois bobines) et les suivants de 20 minutes (deux bobines). Dans la version en neuf épisodes, le cinquième (Le fil aérien) est mutilé et ne compte que 10 minutes dans la version conservée aujourd'hui.

## Distribution

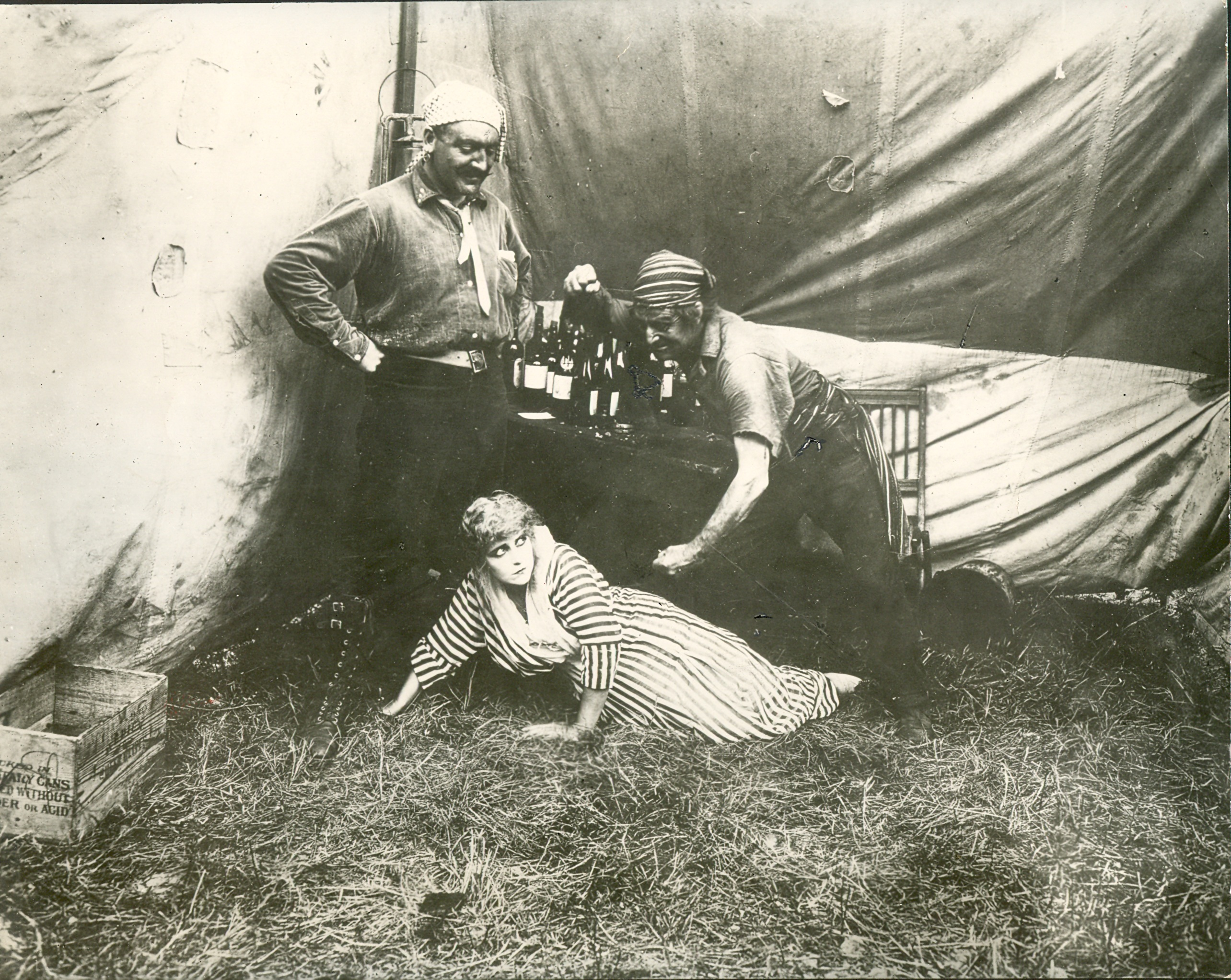
Scène de l'épisode 12, Captured by the Gypsies : Pauline dans la tente de Balthazar, chez des Bohémiens. Cliché conservé par l'Eye Film Instituut Nederland, à Amsterdam.

- Pearl White : Pauline Marvin (ou Elaine dans la version française), fille adoptive de Sanford Marvin.
- Crane Wilbur : Harry Marvin, fils de Sanford Marvin et fiancé de Pauline.
- Paul Panzer : Raymond Owen, secrétaire de Sanford Marvin (ou Koerner dans la version française).
- Edward José : Sanford Marvin (ép. 1).
- Francis Carlyle : Hicks, complice d'Owen.
- Clifford Bruce : Balthazar, chef des Bohémiens (ép. 12 et 14).
- Donald MacKenzie
- Sam J. Ryan : Baskinelli (ép. 5).
- Jack Standing : le lieutenant Summers (ép. 18).
- Eleanor Woodruff : Lucille.

## Séries suivantes

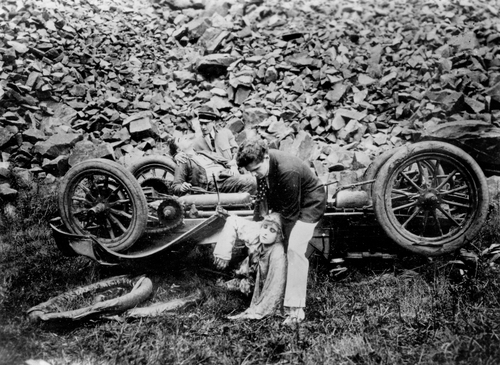
Scène d'un épisode perdu, où l'on voit Harry secourir Pauline après un accident de voiture. Cliché conservé au Museum of Modern Art de New York.

Le succès rencontré par Les périls de Pauline débouche sur : Les mystères de New York (The exploits of Elaine), toujours avec Pearl White, sous la direction de Louis Gasnier et de George B. Seitz. La nouvelle série, en 14 épisodes, sort aux États-Unis en décembre 1914, et en France en mars 1915, soit un an avant la sortie française des Périls de Pauline. Elle est parfois qualifiée de "suite", quoiqu'elle n'en est pas réellement une, puisque les personnages et le contexte ont changé : désormais l'héroïne se nomme Elaine - dans la version originale - et Harry a disparu ; la voilà désormais en lutte contre un puissant et mystérieux criminel surnommé "La main qui étreint".
Arrivée en France avec deux ans de retard, l'adaptation française des Périls de Pauline sème la confusion en empruntant à la seconde série, The exploits of Elaine, non seulement le nom du personnage d'Elaine mais également son titre. Dans ce chassé-croisé, The perils of Pauline devient Les exploits d'Elaine, et The exploits of Elaine devient Les mystères de New York.
Une troisième série suivra : The new exploits of Elaine, en dix épisodes, sortie en avril 1915 aux États-Unis, aujourd'hui perdue, véritable suite - cette fois-ci - des Mystères de New York (The exploits of Elaine), ainsi qu'une quatrième en douze épisodes : The romance of Elaine, sortie en juin 1915, également perdue, soit en tout trente-six épisodes avec toujours Pearl White en vedette.
Au temps du cinéma parlant, le souvenir toujours vivace du personnage de Pauline suscitera en 1933 une nouvelle série, The perils of Pauline, comptant douze épisodes, réalisée par Ray Taylor chez Universal, avec Evalyn Knapp dans le rôle-titre. Quoiqu'elle reprenne le personnage de Pauline, son scénario évoque bien plus l'univers des Mystères de New York, dont l'héroïne était Elaine.

## Vidéos
- Épisode 1
- Épisode 2